# Хуан Хайян
Хуа́н Хайя́н (кит. упр. 黄海洋, пиньинь Huáng Hǎiyáng, р.1 ноября 1985) — китайская фехтовальщица на саблях, призёрка чемпионатов мира и Олимпийских игр.

## Биография
Родилась в 1985 году в Сюйчжоу (провинция Цзянсу). В 2003 году стала серебряным призёром чемпионата мира. В 2008 году приняла участие в Олимпийских играх в Пекине, где стала обладательницей серебряной медали в командном первенстве, а в личном зачёте была 25-й. 